# Lijst van kikkers in België en Nederland
Onderstaand een lijst van kikkers in België en Nederland. Er zijn 11 inheemse soorten en er is één exoot. De informatie in de lijst slaat enkel op de soorten zoals ze voorkomen in Nederland. De boomkikker bijvoorbeeld is in Nederland zeldzaam maar komt in andere landen algemeen voor.
| Afbeelding | Familie        | Naam                                                | Auteur                           | Verspreidingsgebied (NL) |
| ---------- | -------------- | --------------------------------------------------- | -------------------------------- | ------------------------ |
|            | Echte kikkers  | Amerikaanse stierkikker (Lithobates catesbeianus)   | Shaw, 1802                       | Exoot, uitgestorven      |
|            | Boomkikkers    | Boomkikker (Hyla arborea)                           | Linnaeus, 1758                   | Zeldzaam                 |
|            | Echte kikkers  | Bruine kikker (Rana temporaria)                     | Linnaeus, 1758                   | Algemeen                 |
|            | Vuurbuikpadden | Geelbuikvuurpad (Bombina variegata)                 | Linnaeus, 1758                   | Zeldzaam                 |
|            | Padden         | Gewone pad (Bufo bufo)                              | Linnaeus, 1758                   | Algemeen                 |
|            | Echte kikkers  | Heikikker (Rana arvalis)                            | Nilsson, 1842                    | Plaatselijk algemeen     |
|            | Knoflookpadden | Knoflookpad (Pelobates fuscus)                      | Josephus Nicolaus Laurenti, 1768 | Vrij zeldzaam            |
|            | Echte kikkers  | Meerkikker (Pelophylax ridibundus)                  | Pallas, 1771                     | Plaatselijk algemeen     |
|            | Echte kikkers  | Middelste groene kikker (Pelophylax kl. esculentus) | Linnaeus, 1758                   | Algemeen                 |
|            | Echte kikkers  | Poelkikker (Pelophylax lessonae)                    | Camerano, 1882                   | Plaatselijk algemeen     |
|            | Padden         | Rugstreeppad (Epidalea calamita)                    | Laurenti, 1768                   | Vrij zeldzaam            |
|            | Alytidae       | Vroedmeesterpad (Alytes obstetricans)               | Laurenti, 1768                   | Zeldzaam                 |